# Sapu Lidi
Sapu Lidi (Bahasa Indonesia voor een traditionele bezem) is een bekend vakantieverblijf in Lembang.

## Locatie en vormgeving
Het verblijf wat bekend is om zijn grote landschappelijke en cultuurhistorische waarde ligt ten noorden van Bandung, op West-Java in Indonesië. Het bestaat onder meer uit een restaurant, café en hotelaccommodatie. Het gebied is een voorbeeld van een oud cultuurlandschap vormgegeven naar traditioneel model met een gemengde functie van traditionele bebouwing, natuur en originele sawah's.

## Beschrijving
Het hele terrein is vrij toegankelijk voor bezoekers. Op het terrein bevinden zich kleine sawa's (rijstvelden), kleine meren en stroompjes en het complex bevindt zich dan ook in een natuurlijke groene, waterrijke omgeving. Het is zoals het nabijgelegen The Peak en Kampung Daun een bekende en geliefde locatie voor fotosessies.

## Faciliteiten
In het restaurant worden traditionele West-Javaanse gerechten geserveerd. De maaltijd wordt genoten in traditioneel gebouwde huisjes met rieten kapdaken of in de open lucht en men zit op de grond aan lage tafels. Het voedsel wordt geserveerd op traditionele wijze qua opmaak en bereiding. Het resort bestaat uit 25 hotelkamers die ondergebracht zijn in gebouwen uitgevoerd in traditionele bouwstijlen. De inrichting is uitgevoerd in de klassieke Javaanse Joglo-stijl.